# Alibeyli
Alibeyli är en ort i Azerbajdzjan.   Den ligger i distriktet Tovuz Rayonu, i den västra delen av landet, 400 kilometer väster om huvudstaden Baku. Alibeyli ligger 650 meter över havet och antalet invånare är 2 497.
Terrängen runt Alibeyli är kuperad. Närmaste större samhälle är Tovuz, 13,1 kilometer öster om Alibeyli.
Trakten runt Alibeyli består till största delen av jordbruksmark. Runt Alibeyli är det ganska tätbefolkat, med 58 invånare per kvadratkilometer.